# سفياتوبولك الأول (أمير مورافيا)
سفاتوبلوك الأول (أمير مورافيا)  (.Svatopluk I) أو زوينتيبالد الأول (Zwentibald I) هو حاكم مورافيا العظمى الذي حقق لها أقصى توسع شهدته على الإطلاق في عهده (869 أو 870-871، 871-894). بدأ مشوار حياته فعليًا في ستينيات القرن التاسع، عنما حكم إمارة، لا يزال موقعا موضع جدل بين المؤرخين، داخل مورافيا تحت حكم عمه، راستيسلاف. وقام سفاتوبلوك بخلع راستيسلاف، الذي كان تابعًا لـ لودفيش الجرماني وغدر به إرضاءً للفرنجة في 869 أو 870، ولكنه كان محبوسًا بواسطتهم عامًا من الأعوام.
وبسبب حركة التمرد التي قامت ضد الفرنجة، تم تحرير سفاتوبلوك وانضم بعد ذلك للمتمردين وهزم الغزاة. ومع أنه كان مرغمًا على دفع الجزية إلى مملكة الفرنجة الشرقيين وفقًا لمعاهدة السلام التي تم إبرامها في فورجييم (Forchheim) (ألمانيا) عام 874م، إلا أنه كان قادرًا على التوسع على الأرض خارج نطاق اهتمام الفرنجة في السنوات التالية. ولقد اجتاحت قواته حدود بانونيا داخل مملكة الفرنجة الشرقيين في عام 882.
كما أقام سفاتوبلوك علاقةً جيدةً مع الباباوات، ليصبح هو وشعبه تحت حماية الكرسي الرسولي في 880. حتى أن البابا ستيفن الخامس (Pope Stephen V) خاطبه بلقب «الملك» في خطاب مكتوب عام 885م. وأراد سفاتوبلوك دينيًا استرضاء رجال الدين الألمان الذين عارضوا الطقوس الرسمية في الكنيسة السلافية القديمة (Old Church Slavonic)؛ وبالتالي تم طرد تلاميذ القديسين ميثوديوس من مورافيا عام 886م، بعد موت معلمهم.
كانت دولة سفاتوبلوك عبارة عن هيكل فضفاض من الإمارات وشملت كذلك المناطق المحتلة. لم يمر وقت كثير بعد موت سفاتوبلوك، كما أشار إليها الإمبراطور البيزنطي قسطنطين السابع بورفيروجينوتز عام 950 تقريبًا، حتى سقطت «مورافيا العظمى» نتيجة الصراع المحتدم بين أولاده والغارات المجرية المكثفة. كان من وقت لآخر تسمية سفاتوبلوك الذي شملت إمبراطوريته جميع أو أجزاء من مناطق سلوفاكيا المعاصرة «بملك السلوفاكي» في المصنفات الأدبية منذ القرن الثامن عشر، فترة الصحوة القومية (national awakening) السلوفاكية.